# Panamaspookkathaai
De panamaspookkathaai (Apristurus stenseni) is een vis uit de familie van de Pentanchidae en behoort derhalve tot de orde van roofhaaien (Carcharhiniformes). 

## Leefomgeving
De panamaspookkathaai is een zoutwatervis. De vis prefereert diep water en leeft hoofdzakelijk in de Grote Oceaan op dieptes tussen 915 en 975 meter. 

## Relatie tot de mens
De panamaspookkathaai is voor de visserij van geen belang. In de hengelsport wordt er weinig op de vis gejaagd. 